# Taras Bulba (film din 1962)
Taras Bulba  este un film care a transpus pe ecran romanul omonim a lui Nikolai Gogol. filmul este o coproducție iugoslavo-americană, produs în anul 1962 sub regia lui  J. Lee Thompson. 

## Acțiune
După mai multe decenii de luptă pentru ocuparea Ucrainei, armata poloneză reușește în anul 1550 cu ajutorul cazacilor să obțină o victorie decisivă. Taras Bulba conducătorul cazacilor este invitat de polonezi să sărbătorească victoria. Insă polonezii le întind o cursă cazacilor, care reușesc să se refugieze în stepă. Sub pretextul unui studiu în Kiev, Andrei și Ostap, fiii lui Taras Bulba, vor să spioneze dușmanul,  Kievul fiind sub stăpânire poloneză.  În Kiev, Andrei ca student se îndrăgostește de aristrocrata poloneză Natalia, care cu toate că-i împărtășește sentimentele, rangul familiei fetei este o piedică în calea fericirii lor. Fratele Nataliei este implicat într-o bătaie cu cei doi frați, care sunt nevoiți să părăsească Kievul. Ajuns acasă Andrei își dă seamă că armata cazacă este destul de numeroasă ca să pornească atacul împotriva polonezilor și să ocupe localitatea  Dubno. Cazacii sub conducerea lui Taras, asediazeaza Dubno, în cetatea asediată izbucnește foametea și bolile.
La vestea că și Natalia se află în Dubno, unde bântuie foametea, Andrei duce în taină animale destinate ca hrană cetățenilor din cetate. Aflând de trădarea lui Andrei, Taras Bulba își împușcă fiul favorit. Filmul se termină cu scena în care Andrei care moare în brațele Nataliei.

## Distribuție
- Yul Brynner – Taras Bulba
- Tony Curtis – Andrei Bulba
- Perry Lopez – Ostap Bulba
- Christine Kaufmann – Natalia
- Sam Wanamaker – Filipenko
- Brad Dexter – Shilo
- Guy Rolfe – Prinz Grigori
- George Macready – Gouverneur
- Vladimir Sokoloff – Stepan
- Abraham Sofaer – Abbot